# Музыкальный фестиваль Вербье
Музыкальный фестиваль Вербье́ (фр. Verbier Festival) — международный музыкальный фестиваль, который проходит ежегодно в конце июля — начале августа на горном курорте Вербье в Швейцарии.
Фестиваль был основан в 1994 году шведом Мартином Т. Сон Энгстромом.
В фестивале принимали участие такие всемирно известные музыканты, как: Эммануэль Акс, Лейф Ове Андснес, Марта Аргерих, Лера Ауэрбах, Леонидас Кавакос, Томас Квастхофф, Евгений Кисин, Ланг Ланг, Миша Майский, Вадим Хаймович,  Денис Мацуев, Лоуренс Пауэр, Юлиан Рахлин, Брин Терфель, Даниил Трифонов, Джулиан Ллойд Уэббер, Хилари Хан, Анушка Шанкар, Ван Юйцзя, Самсон Цой, Михаил Плетнев.
Фестиваль Вербье также поддерживает молодых музыкантов с помощью своей Академии и двух оркестров, Фестивального оркестра Вербье и Камерного фестивального оркестра Вербье.
В течение 17 фестивальных дней гости мероприятия также могут посетить бесплатные джазовые концерты, принять участие в экскурсиях в окрестностях Вербье и других мероприятиях.